# François Gonon
François Gonon (Saint-Étienne, 23 aprile 1979) è un orientista francese.
Nel 1998 a Reims ha vinto il bronzo e l'anno seguente a Varna l'argento nelle staffette con la Francia ai campionati mondiali juniores di orientamento.
Nel 2005 ai mondiali senior tenutasi ad Aichi conquistò l'argento nella staffetta e arrivò quinto nella media distanza. Infatti in quell'anno dimostrò una grande preparazione agonistica, ottenendo molti buoni risultati.
Nel 2007 giunse sesto nella coppa del Mondo e nel 2008 a Olomouc vinse il bronzo nella lunga distanza.
Nel 2010 si classificò quarto alla lunga distanza dei mondiali in Norvegia.